# دوري أبطال مدغشقر
دوري أبطال مدغشقر لكرة القدم هي مسابقة كرة القدم بين أندية مدغشقر .
البطل الحالي هو نادي أديما بينما كان بطل 2019 فريق فوسا جونيورز.